# Fernando Trujillo Sanz
Fernando Trujillo Sanz (Madrid, 30 de diciembre de 1973) es un escritor español de ciencia ficción, literatura fantástica, suspense y misterio.

## Biografía
Es un autor surgido de la Generación Kindle. Nacido en Madrid, España en 1973; comenzó su carrera como un pasatiempo en que entretener sus horas de insomnio. 
En el 2010 empezó a publicar sus obras en el mercado digital, en poco tiempo El secreto del tío Óscar y La última jugada escalaron puestos hasta llegar a encabezar las listas de Amazon en las categorías de suspenso y misterio. En 2010 publicó La Guerra de los Cielos en colaboración con César García Muñoz. En 2011 publicó su obra La Biblia de Los Caídos por la que llegaría a  ser más reconocido.

### En castellano
- El secreto del tío Oscar, 2010
- La última jugada, 2010
- El secreto de Tedd y Todd, 2010 (2012)
- Sal de mis sueños, 2012
- Yo no la maté, 2014
- Agua Roja, 2017

La biblia de los caídos (Saga)
- La biblia de los caídos tomo 0, 2011
- La biblia de los caídos tomo 1 del testamento de Sombra, 2011
- La biblia de los caídos tomo 1 del testamento del Gris, 2012
- La biblia de los caídos tomo 1 del testamento de MAD, 2013
- La biblia de los caídos tomo 1 del testamento de Nilia, 2015
- La biblia de los caídos tomo 2 del testamento del Gris, 2015
- La biblia de los caídos, Primera plegaria del testamento del Gris, 2017
- La biblia de los caídos tomo 2 del testamento de Sombra, 2017
- La biblia de los caídos tomo 2 del testamento de MAD, 2022
- La biblia de los caídos tomo 3 de los Testamentos del gris y sombra, 2018
- La biblia de los caídos tomo 2 del testamento de Nilia 2023
- La biblia de los caídos tomo 3 del testamento de MAD, 2024

Apéndices
- La biblia de los caídos tomo 1 del Testamento de Jon, 2015
- La biblia de los caídos Tomo 1 del Testamento de Roja, 2016
- La Biblia de los caídos tomo 2 del Testamento de Jon, 2016

La Prisión de Black Rock (Saga)
- La prisión de Black Rock vol 1, 2013
- La prisión de Black Rock vol 2, 2013
- La prisión de Black Rock vol 3, 2013
- La prisión de Black Rock vol 4, 2013
- La prisión de Black Rock vol 5, 2013
- La prisión de Black Rock vol 6, 2015
- La prisión de Black Rock vol 7, 2016
- La prisión de Black Rock vol 8, 2016

La Guerra de los Cielos (Saga)
- La guerra de los cielos vol 1, 2010
- La guerra de los cielos vol 2, 2011
- La guerra de los cielos vol 3, 2013
- La guerra de los cielos vol 4, 2014

Secuela
- Herederos del Cielo, vol. 1, 2021
- Herederos del Cielo, vol. 2, 2021

### En otros idiomas
- Tedd and Todd's secret: The Big Ben Mistery, 2010 Inglés
- The last game 2011 Inglés
- Black Rock Prison - First volume, 2012 Inglés
- Black Rock Prison - Second volume, 2012 Inglés
- War of the Heavens - First volume, 2013 Inglés
- War of the Heavens - Second volume, 2013 Inglés
- Get Out of My Dreams, 2014 Inglés
- La dernière main, 2010 Francés
- Le secret de l'oncle Óscar, 2011 Francés